# Natalia Téllez
Natalia Téllez (* 16. Dezember 1985 in Mexiko-Stadt) ist eine mexikanische Fernsehmoderatorin und Schauspielerin. Außerdem arbeitete sie zu Beginn ihrer Laufbahn als Model.

## Leben

### Schauspielerin
Téllez trat erstmals 2004 in einer Episode der Telenovela Rebelde auf. In den Jahren 2007 und 2008 wirkte sie in vier Episoden der Serie Palabra de mujer mit. Nach zwei weiteren Gastauftritten in je einer Episode der Fernsehserien La rosa de Guadalupe und Cuenta Pendiente wirkte Téllez 2015 in insgesamt 11 Episoden der Serie Logout mit.

### Moderatorin
2009 wurde sie mit der Moderation des Programms Telehit betraut und seit 2016 gehört sie zum Moderatorenteam des Televisa-Programms Hoy.

## Fernsehserien
- 2004–2006: Rebelde (2 Episoden)
- 2007–2008: Palabra de mujer (4 Episoden)
- 2008: La rosa de Guadalupe (1 Episode)
- 2014: Cuenta Pendiente (1 Episode)
- 2015: Logout (11 Episoden)
- 2021: Te acuerdas de mí (76 Episoden)
- 2022: Todo por Lucy (10 Episoden)
- 2024: Las Azules (9 Episoden)
- 2024: Profe Infiltrado (8 Episoden)

## Musikvideos
- 2018: Eso no va a suceder (Ha*Ash)

## Filmografie (Auswahl)
- 2009: El mundo al revés con Natalia (Telehit)
- 2012: Telehit Music Band (Telehit)
- 2013–2016: La voz... México (Televisa)
- 2015–2016: Vídeo con Natalia (Telehit)
- 2015: Telehit New Generation (Telehit)
- 2016–2019: Hoy (Las estrellas)
- 2018–2019: Netas divinas (Canal U)
- 2020: Veinteañera, divorciada y fantástica
- 2021: Después de Ti
- 2021: Fondeados
- 2022: Enfermo Amor
- 2022: Amores Permitidos
- 2023: Quiero tu vida
- 2024: María, Me Muero